# A Million Degrees
A Million Degrees (рус. «Миллион градусов») — третий студийный альбом европейской группы Emigrate, выпущенный 30 ноября 2018 года.
Изначально демо-версия альбома была записана с марта по май 2015 года, но из-за наводнения на студии в 2017 году жёсткий диск был уничтожен. Перезапись альбома состоялась лишь в 2018 году. Альбом записан вместе с Тобиасом Форге и Тиллем Линдеманном, который выступил автором некоторых песен.
Для меня процесс записи альбома был чем-то, чем я очень доволен, потому что нам удалось добиться определённого уважения, которое мы потеряли в прошлом. Это также напомнило мне, где мы находимся в данный момент, по сравнению с началом RammsteinРихард Круспе

## Список композиций
| №                   | Название               | Длительность |
| ------------------- | ---------------------- | ------------ |
| 1.                  | «War»                  | 4:34         |
| 2.                  | «1234»                 | 3:23         |
| 3.                  | «A Million Degrees»    | 4:02         |
| 4.                  | «Lead You On»          | 4:10         |
| 5.                  | «You Are So Beautiful» | 4:10         |
| 6.                  | «Hide and Seek»        | 2:50         |
| 7.                  | «We Are Together»      | 6:00         |
| 8.                  | «Let's Go»             | 4:11         |
| 9.                  | «I'm Not Afraid»       | 4:34         |
| 10.                 | «Spitfire»             | 2:32         |
| 11.                 | «Eyes Fade Away»       | 4:54         |
| Общая длительность: | Общая длительность:    | 45:19        |

## Критика
Музыкальный обозреватель «Российской газеты», Александр Алексеев, назвал релиз «иным», отличающимся от работ группы Rammstein. По мнению Александра, альбом собрал «мелодичные гимны, на которые Rammstein вряд ли бы осмелились». Алексеев считает, что «A Million Degrees вполне уже романтический альбом», который можно слушать «при свечах, в уютной, лирической обстановке».
Всеволод Баронин, автор блога на «Союз. Музыка», сравнивая релиз с деятельностью Rammstein, назвал альбом «приятным и неожиданным сюрпризом». Также критик пишет о том, что в данном случае сработало «правило прорывного третьего альбома». По мнению Баронина, данный альбом можно рассматривать как заявку на сольную карьеру гитариста. Однако Всеволод отмечает, что релиз предназначен скорее для американского рынке, нежели для европейского.

## Позиции в чартах
| Страна    | Позиция |
| --------- | ------- |
| Австрия   | 70      |
| Бельгия   | 133     |
| Франция   | 195     |
| Германия  | 30      |
| Швейцария | 38      |